# Château de Rauhenstein
Le château de Rauhenstein est un château fort en ruine près de Baden, en Basse-Autriche.

## Géographie
Le château de Rauhenstein se situe dans le Helenental (de), au nord-est de la Schwechat.
Au pied de la ruine se trouve la villa Rauhenstein.

## Histoire
Comme le château de Rauheneck, il est probablement construit au XIIe siècle par la famille Tursen. Il est détruit plusieurs fois par les barons voleurs et reconstruit. Le bergfried est la partie la plus ancienne du château.
Au XVIIIe siècle, le toit disparaît, car, comme pour de nombreux châteaux à l'époque, il est soumis à un impôt. Des travaux pour préserver la ruine sont entrepris en 1881.

## Source de la traduction
- (de) Cet article est partiellement ou en totalité issu de l’article de Wikipédia en allemand intitulé « Burgruine Rauhenstein » (voir la liste des auteurs).